# Liothyrella georgina
Liothyrella georgina är en armfotingsart som beskrevs av Foster 1974. Liothyrella georgina ingår i släktet Liothyrella och familjen Terebratulidae. Inga underarter finns listade i Catalogue of Life.